# Комунистичка партија Албаније
Комунистичка партија Албаније (алб: Partia Komuniste e Shqipërisë) основана је 8. новембра 1941. године у Тирани. Била је владајућа партија у НР Албанији од 1944. до 1992. године. Председник КП Албаније од њеног оснивања па до своје смрти, 1985. године, био је Енвер Хоџа. Године 1948. партија је променила назив у Партија рада Албаније (алб: Partia e Punës e Shqipërisë), 1991. године се реформисала и променила назив у Социјалистичка партија Албаније (алб: Partia Socialiste e Shqipërisë).

## Оснивање КП Албаније
Фракцијски разједињене групе и ћелије албанских комуниста распустила је Коминтерна 1937. године, али до реорганизације и сређивања прилика није дошло ни после тога. Иницијативу за нов покушај организовања партије у Албанији имао је ЦК КПЈ 1939. године, који успоставља везу са албанским комунистима преко секретара Обласног комитета КПЈ за Косово и Метохију, Миладина Поповића. Веза је прекинута хапшењем Поповића, али је обновљена 1941. године иницијативом једне скадарске групе, у којој се налазио Енвер Хоџа.
Комунистичка партија Албаније је формирана на конференцији у Тирани 8. новембра 1941. године. У резолуцији је истакнут задатак КП Албаније „да развијемо љубав и борбену сарадњу са свим народима Балкана, а поготову с народима: српским, грчким, црногорским и македонским, који се херојски боре за своје национално ослобођење“. Партијска организација се консолидовала у току зиме 1941/1942. године, а припремала се и за отпочињање оружане борбе против италијанског окупатора.
Делегати КПЈ успостављају везу са Централним комитетом тек августа 1942. године, када се Душан Мугоша пробио до слободне територије у Гламочу. Тада је од Коминтерне затражено и добијено признање КП Албаније и одобрење за сазив Прве земаљске конференције КП Албаније. Та конференција је одржана у селу Лабинот крај Елбасана од 17. до 22. марта 1943. године. Делегација КПЈ, предвођена Блажом Јовановићем, на тој конференцији донела је албанском руководству Титово писмо се дају сугестије за развој НОБ-а Албаније. На конференцији је изабран Централни комитет КПА, а за његовог секретара Енвер Хоџа. Одлучено је да се створи Народноослободилачка војска Албаније, а као инструктор у Албанију је ради тога упућен Светозар Вукмановић Темпо, у лето 1943. године.
КП Југославије је одиграла важну улогу у стварању КП Албаније, у организовању НОП-а Албаније, у формирању и конституисању органа нове власти и државноправног лика нове државе.

## КП Албаније на власти

### Односи са Југославијом (1945 — 1948)
Комунистичка партија Албанија је у периоду од 1941. до 1948. године имала веома добру сарадњу са КП Југославије. ФНРЈ је била прва земља која је признала Владу Албаније, 28. априла 1945. године; залагала се за пријем Албаније у Уједињене нације и за признање Албанији статуса придруженог савезника антифашистичке коалиције. Између ФНРЈ и НР Албаније потипасни су Уговор о пријатељству и узајамној помоћи, јула 1946. у Тирани и Уговор о усклађивању привредних планова, новембра 1946. године у Београду. Проширени пленум ЦК КП Албаније је 20. децембра 1946. године подржао потписане економске уговоре са Југославијом.
Јуна 1947. године ЦК КПЈ је упутио ЦК КПА писмо у којем се тврди да се у албанском руководству искристалисала једна линија у „антијугословенском“ духу. После посете Енвера Хоџе, Москви јула 1947. године, још више се примећивала криза у албанско-југословенским односима. Новембра 1947. ЦК КПЈ је посало друго писмо ЦК КПА у којем оптужује Хоџу да мења политику према Југославији после посете СССР-у. Посебно се указује на ометање економске сарадње од стране Наку Спируа.
Иако КП Албаније није била чланица Информбироа, она је, јуна 1948. године, подржала Резолуцију и учествовала у кампањи против КПЈ. На Једанаестом пленуму ЦК КПА, септембра 1948. године, извршени су напади на КПЈ са позиција Резолуције Информбироа. Први конгрес КПА, одржан од 8. до 21. новембра 1948. године, усвојио је дугорочну непријатељску политику према Југославији. Високи функционер КПА Кочи Џоџе ухапшен је 2. децембра 1948. и на процесу од 12. маја до 13. јуна 1949. године осуђен на смрт стрељањем, под оптужбом да је подржавао Тита и радио против Информбироа у Албанији.

### Односи са СССР (1948 — 1960)
У периоду од 1948. до 1960. године НР Албанија је била под утицајем СССР-а и доследно спроводила „стаљинстичку политику“. После Стаљинове смрти, марта 1953. године и почетка процеса „дестаљинизације“ СССР-а, дошло је до постепеног размимоилажења између Албаније и СССР-а.
Године 1948. КП Албаније је променила назив у Партија рада Албаније (ПРА).
Енвер Хоџа је маја 1955. године послао писмо ЦК КП Совјетског Савеза у којем је изразио противљење посети Никите Хрушчова Југославији. Односи између Албаније и СССР-а посебно су се погоршали после Двадесетог конгреса КП Совјетског Савеза, одржаног фебруара 1956. године, на којем је Хрушчов изнео реферат о Стаљину.
Новембра 1960. године долази до разлаза између руководства НР Албаније и СССР-а, после чега се покређе „антисовјетска кампња“. Лири Белишова искључена је из Политбироа ЦК Партије рада, као „просовјетски елемент“, а затим је покренут процес и стрељање адмирала Теме Сејку, такође, као просовјета.
Од априла до јула 1961. године размењена су писма између КПСС-а и ПРА. На Двадесетдругом конгресу КПСС-а Хрушчов је отворено напао албанско руководство, чему се супротставио кинески представник Џоу Енлај.

### Односи са Кином (1960 — 1976)
Од почетка шездесетих Албанија се ослањала на економску и политичку подршку НР Кине. Половином седамдесетих година када је Кина почела да са политиком отварња према свету и демократизацијом система, настао је раздор између албанског и кинеског руководства. Дефинитивни разлаз уследио је после смрти Мао Цедунга.
Пети конгрес Партије рада Албаније одржан је од 1. до 8. новембра 1966. године у знаку јачања репресије над људима и спровођења Културне револуције у Албанији.

### Партијске чистке
Из Централног комитета Партије рада искључена је група „либерала“ Ф. Пачрами и Т. Лубоња на Четвртом пленуму од 26. до 28. јуна 1973. године. На петом пленуму Централног комитета јула 1974. године смењени су највиши војни руководиоци НСР Албаније: Бећир Балуку, министар народне одбране, Петрит Думе, начелник Генералштаба, Хито Ћако, начелник политичке управе Армије и други. А на Седмом пленуму ЦК маја 1975. године смењена је група највиших привредних руководилаца: Абдил Келези, председник планске комисије, Кочо Теодоси, министар индустрије и рударства, Кић Нђела, министар трговине и други.
Осми конгрес Партије рада Албаније, који је одржан од 1. до 8. новембра 1981. године пружио је јаку подршку албанским сепаратистима на САП Косову и заузео веома оштар став у осуди југословенске политике према албанској мањини у СФР Југославији. На пленуму ЦК ПРА од 17. децембра 1981. године изнесена је оптужба против високог функционера Мехмеда Шехуа, који је после тога извршио самоубиство.

### Реформација
После смрти генералног секретара ЦК Партије рада Енвера Хоџе, 11. априла 1985. године, на месту председника државе и партије замењуја га Рамиз Алија. Он је у почетку наставио са изолационистичком политиком Енвера Хоџе, али је крајем осамдесетих, под утицајем збивања у источној Европи, увео вишепартијски систем и реформисао партију.
Партија рада Албаније је 10. септембра 1991. године променила назив у Социјалистичка партија Албаније и под тим именом наступила и однела победу на првим вишестраначким избима у Албанији.

## Секретари ЦК КП Албаније
- Енвер Хоџа (8. новембар 1941 — 11. април 1985)
- Рамиз Алија (13. април 1985 — 4. мај 1991)